# 烏德爾 (愛荷華州)
烏德爾（英語：Udell）是一個位於美國愛荷華州阿珀努斯縣的城市。

## 地理
烏德爾的座標為40°46′49″N 92°44′29″W / 40.78028°N 92.74139°W，而該地的平均海拔高度為303米（即994英尺）。

## 人口
根據2010年美國人口普查的數據，烏德爾的面積為0.83平方千米，當中陸地面積為0.83平方千米，而水域面積為0.00平方千米。當地共有人口47人，而人口密度為每平方千米56人。